# Sopra (singolo)
Sopra è un singolo del cantautore italiano Gazzelle, pubblicato il 12 ottobre 2018 come secondo estratto dal secondo album in studio Punk.

## Descrizione
Il brano è stato prodotto da Maciste Dischi, A1 Entertainment e BENDO, che è anche il regista del videoclip.

## Video musicale
Il videoclip, pubblicato su YouTube il 12 ottobre 2018 e diretto da BENDO, è ambientato davanti ad una panineria ambulante, dove due giovani ragazzi iniziano a ballare. 

## Tracce
1. Sopra – 3:13

## Classifiche
| Classifica (2018)         | Posizione |
| ------------------------- | --------- |
| Italia                    | 41        |
| Italia (airplay)          | 42        |
| Italia (airplay italiana) | 16        |